# 성북이음도서관
성북이음도서관은 서울특별시 성북구에 있는 도서관이다(현재 업무종료)